# كأس هونغ كونغ 2010–11
كأس هونغ كونغ 2010–11 (بالصينية: 2010–11年香港足總盃) هو موسم من كأس هونغ كونغ. كان عدد الأندية المشاركة فيه 10، وفاز فيه نادي جنوب الصين.